# Фокша
Фокша (рум. Focșa) — село у повіті Васлуй в Румунії. Входить до складу комуни Лунка-Банулуй.
Село розташоване на відстані 287 км на північний схід від Бухареста, 36 км на схід від Васлуя, 80 км на південний схід від Ясс, 127 км на північ від Галаца.

## Населення
За даними перепису населення 2002 року у селі проживали 196 осіб, усі — румуни. Усі жителі села рідною мовою назвали румунську.